# El Hassiane
Ne doit pas être confondu avec Hassiane Ettoual.
El Hassiane ou Hassiane également appelé Beni Yahi est une commune de la wilaya de Mostaganem en Algérie.

## Toponymie
En arabe algérien le nom signifie "les puits", « hassiane » étant le pluriel de « hassi » (puits).

## Géographie
| Aïn Nouïssy | Mostaganem                | Aïn Sidi Cherif Mesra (ex Aboukir) |
| Fornaka     | El Hassiane               | Sirat Bouguirat                    |
|             | Mohammadia (ex Perrégaux) | El Ghomri (ex Nouvion)             |

## Démographie
Selon le recensement général de la population et de l'habitat de 2008, la population de la commune de El Hassiane est évaluée à 9 680 habitants contre 8 835 en 1998.